# Хю Блеър
Хю Блеър (на английски: Hugh Blair) е шотландски реторик, духовник и писател, една от видните фигури на Шотландското Просвещение.
Роден е на 7 април 1718 година в Единбург в образовано презвитерианско семейство на търговец. През 1739 година завършва Единбургския университет и малко по-късно става презвитериански свещеник, като скоро придобива широка известност със своите проповеди. През 1754 година става свещеник в църквата „Сейнт Джайлс“, най-високопоставената духовническа длъжност в Шотландската църква, а през 1759 – 1783 година преподава реторика в Единбургския университет, където за него е създадена нова катедра. Автор е на няколко книги в областта на реториката, историята на литературата и етиката, както и на петтомния сборник „Проповеди“.
Хю Блеър умира на 27 декември 1800 година в Единбург.